# Медуза, как быть честной
«Медуза, как быть честной» (англ. Medusa, Dare To Be Truthful) — кинофильм.

## Сюжет
В этом фильме, представляющем собой пародию на документальный фильм «В постели с Мадонной» (англ. Truth or Dare) поп-дивы Мадонны, комедиантка Джули Браун исполняет роль Медузы, гиперсексуальной, не слишком талантливой и эгоистичной поп-звезды. Действие происходит во время пятидневного её мирового турне, во время которого образ Мадонны обыгрывается во всём, даже в одежде, причёсках и привычках Медузы, тщательно подобранных Джули Браун.

## В ролях
- Джули Браун — Медуза
- Бобкэт Голдтвейт
- Кэрол Лейфер
- Крис Эллиотт